# Гончарная гильдия Эшби

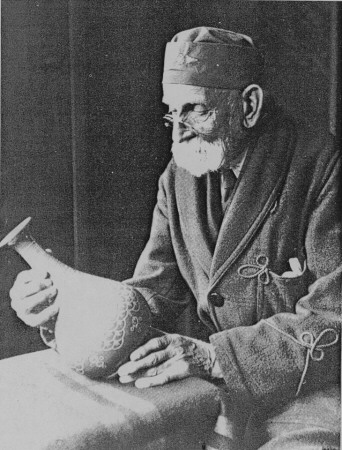
Уильям Олт проверяет работу компании

Гончарная гильдия Эшби (англ. Ashby Potters' Guild) — английская художественная гончарная, существовавшая в 1909—1922 годы.
Гончарная была основана в 1909 году в Вудвилле (в Дербишире, Англия) Паско Тунниклиффе (Pascoe Tunnicliffe, 1881—1956). Отец Паско, Эдвин Роуланд (Edwin Rowland Tunnicliffe), владел керамическим заводом, известным в 1897 году как Victoria Pottery и производивший различную домашнюю утварь. Гончарная гильдия Эшби была расширением бизнеса в сторону производства более декоративных вещей. Паско сделал несколько видов экспериментальной декоративной глазури и работал с Томасом Каммом, которому платил за дизайн.
Тунниклиффе участвовал в Международной выставке в Брюсселе в 1910 году, в Туринской международной выставке в 1911 году, в Гентской выставке в 1913 году и Британской промышленно-художественной выставке в 1920 году.
Производство было временно остановлено в годы Первой мировой войны. В 1922 году гончарная объединилась с Ault Faience Pottery с образованием «Ault and Tunnicliffe». Владелец Ault Faience Pottery, Уильям Олт, вышел в отставку и Паско Тунниклиффе стал производственным директором. Позже объединённая компания была переименована в Aultcliff, а ещё позже, в 1937 году — в Ault Potteries Ltd.
Образцы произведений гончарной хранятся в ряде музеев, включая Музей Виктории и Альберта, Музей и художественную галерею Дерби и Музей Новой Зеландии Те Папа Тонгарева.